# Nartkala
Nartkala (russisk: Нарткала) er en by i Republikken Kabardino-Balkaria i Rusland. Den ligger 25 km nordøst for Naltsjik. Den har et areal på 5 km² og 33.052 (2024) indbyggere, og ligger i en højde på 290 moh.
Den blev grundlagt i 1913 som jernbanestationen Doksjukino. Bystatus blev opnået i 1955. I 1967 blev navnet ændret til Nartkala.